# Test Match + One Day Cricket
Test Match + One Day Cricket is een computerspel dat in 1983 uitgebracht werd door CRL Group voor de ZX Spectrum. Met het spel kan de speler cricket spelen. Het perspectief van het spel is in de derde persoon. Het spel wordt bestuurd met het toetsenbord of de joystick.

## Platforms
| Jaar | Platform    |
| ---- | ----------- |
| 1983 | ZX Spectrum |
| 1984 | Electron    |
| 1985 | Amstrad CPC |